# Monumento naturale Pian Sant'Angelo
Il Monumento naturale Pian Sant'Angelo è un'area naturale protetta del Lazio istituita nel 2000.
Occupa una superficie di 254,00 ha nella provincia di Viterbo, nei comuni di Corchiano e Gallese. Nasce come Oasi del WWF Italia. Si possono ammirare alberi secolari in un'area ricca di storia, abitata in epoca arcaica dai popoli di cultura Falisca. L'accesso è sulla Strada Provinciale San Luca, I tronco, al km 6,500.